# 蓼怀堂琴谱
《蓼懷堂琴譜》，古琴譜，清康熙四十一年雲志高輯訂。

## 琴譜介紹
目錄及本文實收三十三曲，自序雲：共“集古琴譜得三十二曲”。因《梧葉舞秋風》在當時爲新創之曲，可能將此曲除外之故。
此譜指法乘“字母源流”，這不是故意標新立異，而是因爲這一套成爲“字母源流”的指法（或者其中的一部分）確實另有淵源，例如右指的“掃”、“帶”、“換鎖”、“反涓”；左指仍留的“蠏行”、“虛搗”、“撇起”、“拶對”。尤其在曲譜中有不少奇異的具體寫法。例如以右“帶”爲正字，“折”、“刺”雜用，左“撞”寫在“剔”、“挑”左側等（參看《扣角歌》）。確是罕見古本。